# Ficus
Ficus Tourn. ex L., 1753 è un genere di piante della famiglia delle Moraceae, che comprende oltre 800 specie originarie delle zone equatoriali, tropicali e subtropicali.

## Descrizione
Le specie di questo genere possono presentarsi in forma di alberi, arbusti o rampicanti.
Hanno foglie semplici con margine lineare a volte lobato e fiori raccolti in particolari infiorescenze denominate siconi. La presenza di foglie dentate è piuttosto rara.
Il genere Ficus presenta di regola una spiccata eterofillia, cioè in diverse fasi vitali le foglie assumono forme diverse; anche la struttura della pianta può mutare al cambiare delle condizioni vitali; quindi un fico rampicante in fase giovanile può assumere forma arborea da adulto. Questo è il caso emblematico del fico strangolatore (Ficus watkinsiana). In alcune specie (p.es. Ficus religiosa, Ficus macrophylla) i rami possono generare radici aeree che dall'alto scendono fino a terra.
Questa variabilità di assetto spiega il successo del genere in ambito tropicale ed equatoriale.
Circa la metà sono dioiche (cioè esistono piante funzionalmente maschio e piante femmina che producono frutti con semi fertili), le altre sono monoiche (cioè nei siconi sono presenti fiori femminili e maschili, con sfasamenti di tempo delle due fioriture, per evitare la autoimpollinazione).

## Riproduzione
L'impollinazione delle differenti specie di Ficus è entomofila spesso strettamente specie-specifica. Ogni specie ha un imenottero impollinatore specifico, e viceversa ogni imenottero vive grazie a una definita specie di fico, impollina quella specie, e deposita le sue uova di norma solo nel frutto di quella specie di Ficus. La condizione che la stessa specie di imenottero fecondi due diverse specie di Ficus è stata rilevata ma è alquanto rara. Esistono peraltro specie di fico che sono occasionalmente fecondate da più specie di insetti, anche se di norma una sola specie è dominante nella funzione. A causa di questa rigida specificità il trapianto di una specie di Ficus al di fuori del suo areale naturale genera, in assenza dello specifico imenottero impollinatore, esemplari funzionalmente sterili per carente trasferimento del polline.
Nel caso di Ficus carica, la millenaria selezione operata dall'uomo ha isolato molte varietà a maturazione "possibilmente partenocarpica" che cioè permette la maturazione dei frutti anche in assenza di impollinazione.
Il trasferimento completo del sistema di riproduzione del fico deve includere quindi anche il trasferimento dell'insetto ed il rispetto del suo sistema vitale naturale che è complesso e strettamente legato alla specie di Ficus, fatto questo non sempre semplice e neppure agevole. Dal punto di vista storico è stato rilevante il trasferimento nel 1899 in America, negli Stati Uniti (California) dalla Algeria, della Blastophaga psenes impollinatore specifico del Ficus carica. Questo ha permesso la coltivazione in quei luoghi di varietà pregiate di fico che necessitano obbligatoriamente della fecondazione.
Il sistema riproduttivo di Ficus carica è stato trasferito completamente anche in Sud Africa ed in Australia.

## Tassonomia
Si conoscono oltre 800 specie, diffuse in tutto il mondo, circa 500 delle quali in Asia e Australia, oltre 100 in Africa, altre in Oceania.

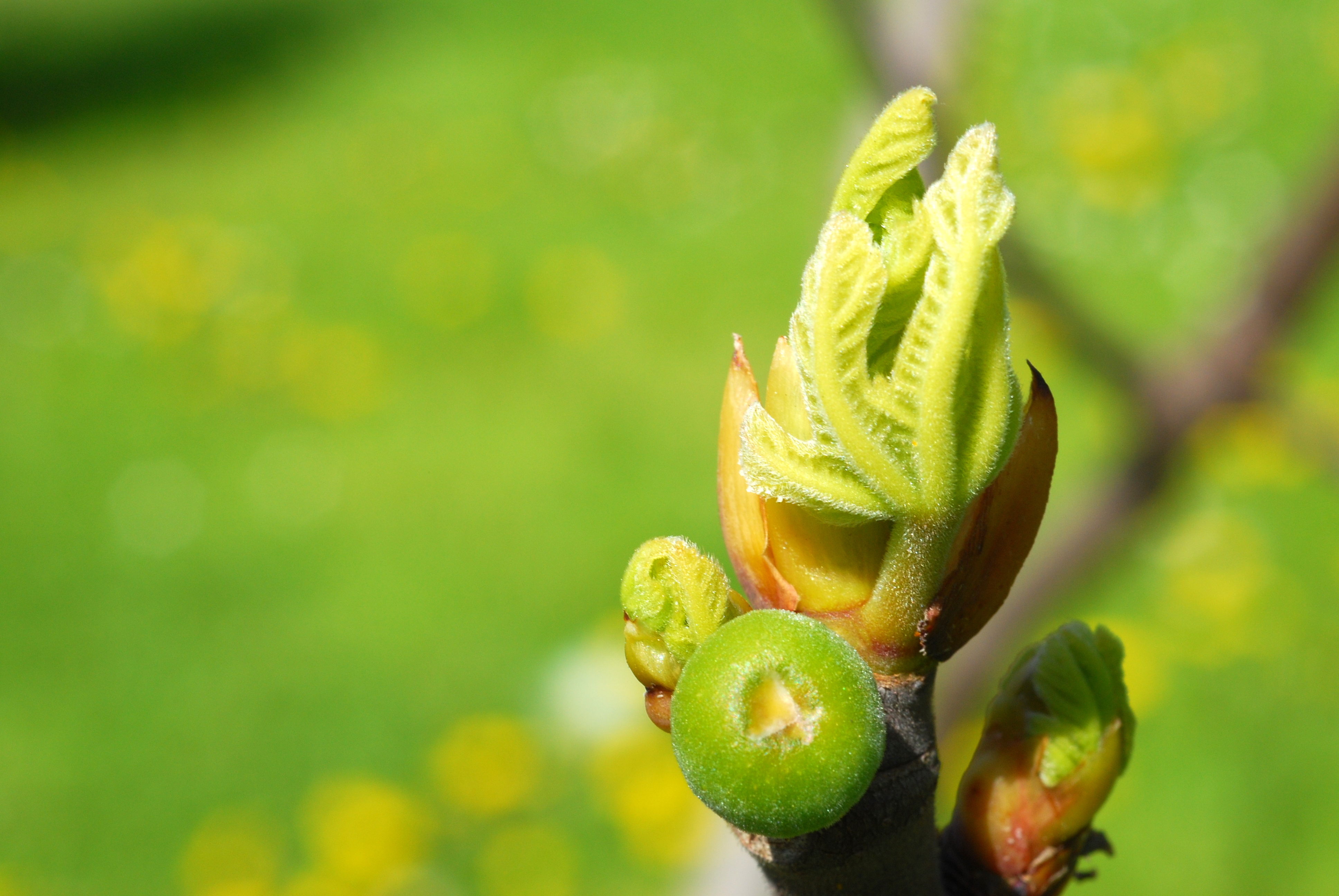
Gemma di Ficus carica

La specie più nota nel bacino del Mediterraneo ed in Asia Minore è il fico domestico (Ficus carica), coltivato anche in Italia per la produzione del frutto consumato fresco, o essiccato. Ficus carica è la specie di Ficus maggiormente adatta al clima freddo.
Nella parte meridionale di Africa ed Asia verso Est fino al Nepal, è diffusa la specie Ficus palmata, molto prossima a F. carica.
Tra le specie coltivate come piante ornamentali citiamo:
- Ficus benjamina proveniente dall'Asia sud-orientale dove nel suo habitat naturale può raggiungere i 25–30 m d'altezza;
- Ficus elastica (o fico del caucciù) che è sicuramente la specie ornamentale più conosciuta in Europa e che come pianta d'appartamento ha un modesto sviluppo, mentre nel suo habitat naturale può raggiungere dimensioni colossali
- Ficus pumila (fico rampicante) che sviluppa molte radici aeree per aderire alla superficie a cui si attacca

Alcune specie di Ficus come Ficus retusa vengono coltivate come bonsai.
Altre specie sono:
- Ficus auriculata - sin. F. roxburghii, originario dell'India, Malaysia, Indocina e Cina meridionale, piccolo albero a foglie cuoriformi, rossastre in fase giovanile, verdi a maturità, molto grandi, e grappoli di siconi prodotti direttamente dal tronco e dai rami più grandi (caulicarpia).
- Ficus diversifolia - arbusto originario della Malaysia, in natura raggiunge un'altezza di 2,5 m, con foglie ovali, verde scuro, che hanno piccole macchioline: grigiastre sulla pagina superiore e in corrispondenza su quella inferiore di colore verde chiaro; non molto coltivata come pianta ornamentale.
- Ficus lyrata - originaria dell'Africa tropicale, con foglie verde scuro lucido con nervature e pieghe giallastre a forma di violino, lunghe fino a 40 cm, in vaso raggiunge 1,5 m d'altezza.
- Ficus macrophylla - originario di Australia e Nuova Zelanda ma coltivato in molte altre aree tra cui anche l'Italia, è una specie che può raggiungere notevoli dimensioni ed è caratterizzata da vistose radici aeree fulcranti che, raggiungendo il terreno, si tramutano in tronchi supplementari.
- Ficus palmeri e Ficus petiolaris - specie morfologicamente molto simili, la prima originaria della California, la seconda del Messico; presentano un tronco succulento ramificato di circa 3,5 m d'altezza; i rami e le foglie, soprattutto nella pagina inferiore, sono coperti da una peluria vellutata, le foglie sono spesse, cuoriformi di colore verde scuro.
- Ficus purpurea e Ficus tolimensis - originarie dell'Asia orientale, vengono citate in quanto in particolari microclimi caldo–umidi dell'Italia meridionale, possono essere coltivate in piena terra in luoghi riparati dai venti freddi; necessitando di ampi spazi per le possenti radici superficiali che invadono il terreno circostante.
- Ficus retusa - ha il tronco robusto e sinuoso, corteccia molto chiara, a volte con chiazze bianche orizzontali; la base del tronco mostra radici contorte di notevole effetto ornamentale grazie anche alle radici aeree, che partendo dai rami arrivando fino al suolo, dando vita a tronchi secondari; ha foglie ovali, appuntite, verde intenso; produce dei piccoli fichi giallognoli, non commestibili. Tra i molti Ficus utilizzati come bonsai è sicuramente il più apprezzato per le stupende radici aeree che vengono evidenziate con la forma Ishizuki (o ad 'albero con pietra').
- Ficus rubiginosa - originario della costa orientale della Australia, simile al Ficus macrophylla ma più piccolo, si distingue da questo per il ventre delle foglie color ruggine; essendo molto resistente è usato anche come decorazione urbana in luoghi tropicali e temperato caldi. Produce radici aeree. Usato per bonsai.

Di importanza religiosa e culturale:
- Ficus religiosa - Albero sacro (Bo) del Buddismo, Giainismo ed Induismo.
- Ficus sycomorus - Albero sacro della mitologia egizia, citato nel Vecchio Testamento e nel Vangelo.